# Мексиканка та блондин
«Мексиканка та блондин» (ісп. La mexicana y el güero) — мексиканський телесеріал 2020 року у жанрі комедії, романтики та створений компанією Televisa. В головних ролях — Ітаті Кантораль, Хуан Солер, Луїс Роберто Гусман, Жаклін Андере, Нора Салінас. Перша серія вийшла в ефір 17 серпня 2020 р. Серіал має 1 сезон. Завершився 126-м епізодом, який вийшов у ефір 7 лютого 2021 р. Продюсер серіалу — Нікандро Діас Гонсалес.
Серіал є адаптацією чілійського серіалу «Спільник», 2006 року.

## Сюжет
Андреа, шахрайка, націляється на мільйонера-ідеаліста Тайлера після того, як той повертається до Мексики в пошуках своєї рідної матері та решти своєї біологічної родини. У них розвиваються справжні почуття, незважаючи на обман Андреа.

## Актори та ролі
| Актор               | Роль                                      |
| ------------------- | ----------------------------------------- |
| Ітаті Кантораль     | Андреа Ібаррола Гіл                       |
| Хуан Солер          | Тайлер Сомерс / Леопольдо                 |
| Луїс Роберто Гусман | Рене Фахардо                              |
| Жаклін Андере       | Брунільда Куельяр / Матильда Рохас «Маті» |
| Нора Салінас        | Гелена Пеньялоза де Ередіа                |
| Іран Кастільйо      | Гледіс Кармона                            |
| Хуліо Камехо        | Маріо Нава                                |
| Гала Монтес         | Катя Ібаррола Гіл                         |
| Сіан Чіонг          | Дієго Торрес                              |
| Елеасар Гомес       | Себастьян де ла Мора «Бастіон» №1         |
| Джекі Сауза         | Еріка Нуньєс                              |
| Габріела Самора     | Марсія Серрано де Аяла                    |
| Пабло Валентин      | Луїс Аяла Монтаньо                        |
| Мігель Мартінес     | Ігнасіо «Начо» Сантойо де ла Мора         |
| Габріела Каррільо   | Пауліна Вілласеньйор                      |
| Монсеррат Мараньон  | Ла Чабела                                 |
| Алехандра Прокуна   | Ізіз де Роблес                            |
| Таня Ліcардо        | Зулема Гутьєррес                          |
| Даніела Альварес    | Війєрі Нейя Роблес                        |
| Елейн Аро           | Росіо Ередіа Пеньялоса                    |
| Родріго Абед        | Гонсало Ередіа                            |
| Сабіна Мусьє        | Олінка Коен                               |
| Фердінандо Валенсія | Себастьян де ла Мора «Бастіон» №2         |
| Лорена Веласкес     | Роуз Сомерс                               |
| Орасіо Панчері      | Родріго Авельянеда                        |
| Хав'єр Марк         | Туліо «Малакара» Барралес                 |
| Джоан Курі          | Лестер                                    |
| Джош Гутьєррес      | Фернандо Торрес                           |
| Октавіо Оканья      | Круз                                      |
| Росіо Банкельс      | Долорес «Лоліта» де ла Мора               |
| Серхіо Рейносо      | Фермін Сантойо                            |
| Омар Фієрро         | Агустін Гастелум                          |
| Алейда Нуньєс       | Розенда                                   |
| Лісардо             | Монті                                     |
| Лусеро Ландер       | П'єдад де ла Мора де Сантойо              |
| Норма Ласарено      | Донья Крусіта / Матильда Рохас «Маті»     |
| Марта Хулія         | детектив Ванесса Ларіос                   |
| Марія Прадо         | медсестра Дульсе                          |
| Юрем Рохас          | спортивний коментатор                     |
| Еріка Буенфіл       | доктор Моніка Тревен                      |
| Ана Мартін          | Тоніта                                    |

## Сезони
| Сезон | Епізоди | Епізоди | Оригінальний показ | Оригінальний показ | Оригінальний показ |
| Сезон | Епізоди | Епізоди | Перший показ       | Останній показ     | Мережа             |
| ----- | ------- | ------- | ------------------ | ------------------ | ------------------ |
| 1     | 126     | 126     | 17 серпня 2020     | 7 лютого 2021      | Las Estrellas      |

## Аудиторія
| Країна трансляції | Сезон | Розклад                                                                           | Серії | Перший ефір      | Перший ефір | Останній ефір   | Останній ефір | Середній бал |
| Країна трансляції | Сезон | Розклад                                                                           | Серії | Дата             | Дата        | Дата            | Дата          | Середній бал |
| ----------------- | ----- | --------------------------------------------------------------------------------- | ----- | ---------------- | ----------- | --------------- | ------------- | ------------ |
| Мексика           | 1     | 20:30 — 21:15 (серії 1-30) 18:30 — 19:30 (серії 31-125) 20:30 — 23:00 (серія 126) | 126   | 17 серпня 2020 р | 3,37        | 7 лютого 2021 р | 3,58          | 2,78         |

## Нагороди та номінації
| Рік  | Премія                       | Категорія                         | Номінант        | Результат |
| ---- | ---------------------------- | --------------------------------- | --------------- | --------- |
| 2020 | TV Adicto Golden Awards 2020 | Найкраща комедійна акторка        | Жаклін Андере   | Перемога  |
| 2020 | TV Adicto Golden Awards 2020 | Найкраще жіноче відкриття         | Гала Монтес     | Перемога  |
| 2020 | TV Adicto Golden Awards 2020 | Найкраще жіноча спеціальна участь | Лорена Веласкес | Перемога  |
| 2020 | TV Adicto Golden Awards 2020 | Найкраща жіноча зірка             | Ітаті Кантораль | Перемога  |

## Версії
| Рік  | Країна   | Українська назва | Оригінальна назва | Кількість | Кількість | В головних ролях                                                 | Компанія                           | Канал              |
| Рік  | Країна   | Українська назва | Оригінальна назва | сезонів   | серій     | В головних ролях                                                 | Компанія                           | Канал              |
| ---- | -------- | ---------------- | ----------------- | --------- | --------- | ---------------------------------------------------------------- | ---------------------------------- | ------------------ |
| 2006 | Чилі     | Спільник         | Cómplices         | 1         | 155       | Клаудія Ді Джироламо, Франсиско Рейєс, Франциска Левін           | Televisión Nacional de Chile (TVN) | TV Chile           |
| 2007 | Колумбія | Співучасники     | Cómplices         | 1         | 120       | Радді Родрігес, Джиммі Бернал, Орландо Валенсуела                | Caracol Televisión                 | Caracol Televisión |
| 2009 | Іспанія  | Ми спільники     | Somos cómplices   | 1         | 80        | Крістіна Пенья, Мартейн Койпер, Марія Луїза Мерло, Бруно Скарсія | Linze TV                           | Antena 3           |